# Biol
Biol är en kommun i departementet Isère i regionen Auvergne-Rhône-Alpes i sydöstra Frankrike. Kommunen ligger i kantonen Le Grand-Lemps som tillhör arrondissementet La Tour-du-Pin. År 2022 hade Biol 1 536 invånare.

## Befolkningsutveckling
Antalet invånare i kommunen Biol
Referens:INSEE